# 沃尔日莱潘
沃尔日莱潘（法語：Vorges-les-Pins，法語發音：[vɔʁʒ le pɛ̃]）是法国杜省的一个市镇，属于贝桑松区。

## 地理
沃尔日莱潘（47°9'28"N, 5°55'43"E）面积4.76 平方千米，位于法国勃艮第-弗朗什-孔泰大區杜省，该省份为法国东部内陆省份，北起上索恩省，西接汝拉省，东部及东南部与瑞士接壤，东北部与贝尔福地区省接壤。
与沃尔日莱潘接壤的市镇（或旧市镇、城区）包括：托赖斯、布西耶尔、比西、塞塞、舍讷塞-比永、舒泽洛。

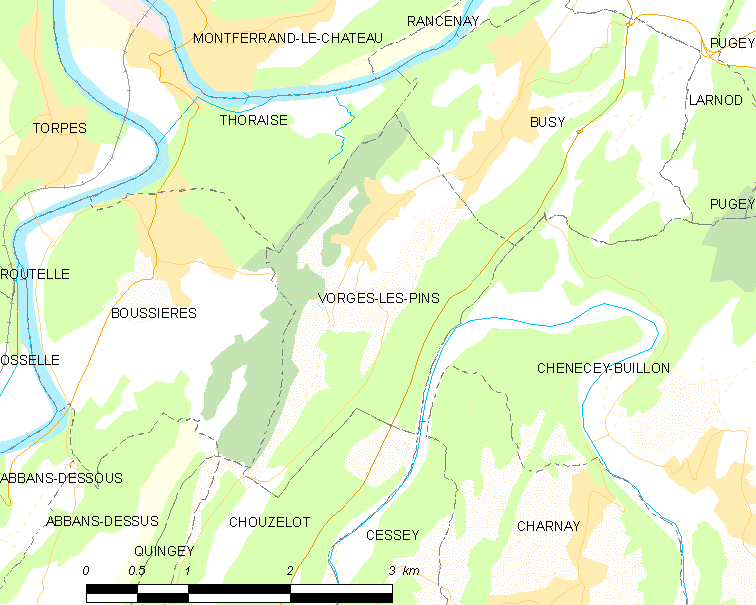
沃尔日莱潘的OSM定位图

沃尔日莱潘的时区为UTC+01:00、UTC+02:00（夏令时）。

## 行政
沃尔日莱潘的邮政编码为25320，INSEE市镇编码为25631。

## 政治
沃尔日莱潘所属的省级选区为贝桑松第六县。

## 人口

1962-2008年间沃尔日莱潘人口变化图示

沃尔日莱潘于2022年1月1日时的人口数量为571人。